# Rumex sibiricus
Rumex sibiricus är en slideväxtart som beskrevs av Hulten. Rumex sibiricus ingår i släktet skräppor, och familjen slideväxter. Inga underarter finns listade i Catalogue of Life.